# PW Большой Медведицы
PW Большой Медведицы (лат. PW Ursae Majoris) — двойная затменная переменная звезда типа W Большой Медведицы (EW) в созвездии Большой Медведицы на расстоянии приблизительно 1817 световых лет (около 557 парсеков) от Солнца. Видимая звёздная величина звезды — от +11,63m до +11,06m. Орбитальный период — около 0,5553 суток (13,327 часов).